# 郭未
郭未（越南语：／，1883年—1943年），芒族人，越南阮朝官員。

## 生平
郭未生於1883年。
1903年，補樂山知州通事。五年後陞副知州，隨後陞任樂山知州。
1909年至1910年，郭未奉命鎮壓了當地的起義，受到了法國人的關注。1920年，他被選入十二人的官郎會同，並被保舉爲按察使。
1924年，陞從四品光祿寺少卿銜。1926年，陞一項按察對授鴻臚寺卿。後任和平正官郎（相當於巡撫）。
1943年，郭未逝世，享壽六十歲。

## 家庭
郭未有四個妻子。
- 長子郭緘，正室丁氏生[2][8]
- 養女郭氏小（Quách Thị Tẻo），原姓何[9][10]